# Brachysporium breve
Brachysporium breve är en svampart som beskrevs av Hol.-Jech. 1972. Brachysporium breve ingår i släktet Brachysporium och familjen Trichosphaeriaceae.   Inga underarter finns listade i Catalogue of Life.